# TON 618
TON 618 — надзвичайно яскравий радіогучний квазар, розташований поблизу Північного полюса Галактики в сузір'ї Гончих Псів на відстані 3,18 гігапарсек від Землі. З квазаром пов'язана надмасивна чорна діра масою близько 66 млрд M☉.

## Історія відкриття
Об'єкт був відкритий 1957 року в межах дослідження тьмяних блакитних зір (в основному білих карликів), розташованих поза площиною Чумацького Шляху. Поняття квазара сформувалося тільки в 1963 році, тому природа об'єкта на час його відкриття залишалася неясною. На фотокартках, знятих 70-сантиметровим телескопом Шмідта в обсерваторії Тонанцінтли (англ. Tonantzintla Observatory) в Мексиці об'єкт був позначений під номером «618» і описаний як «виразно фіолетовий». У 1970 році інститут радіоастрономії в Болоньї виявив радіовипромінювання з TON 618, після чого об'єкт був ідентифікований як квазар. Марі-Елен Ульріх в обсерваторії Мак-Доналд при спостереженні за TON 618 зафіксувала емісійні лінії, типові для квазара[джерело?].

## Фізичні характеристики
Червоне зміщення (z) перевищувало 2,2, тобто TON 618 був дуже віддаленим об'єктом, і на той час (1976 рік) був одним з найяскравіших квазарів. Передбачається, що у квазара TON 618 є акреційний диск гарячого газу, що обертається навколо велетенської чорної діри в центрі галактики. За оцінками, відстань до квазара становить 3,18 гігапарсеків або 10,37 млрд світлових років. Галактика, в центрі якої перебуває квазар, із Землі через яскравість самого квазара не спостерігається. Абсолютна зоряна величина квазара дорівнює -30,7, його світність становить 4×1040 Ватт, що в 140 трильйонів разів перевищує сонячну[джерело?].
Емісійні лінії у спектрі TON 618 надзвичайно широкі, що означає, що газ в акреційному диску рухається з дуже високою швидкістю, близько 7000 км/с. Маса чорної діри становить близько 66 млрд мас Сонця. З такою масою, TON 618 потрапляє в нову класифікацію «ультрамасивних чорних дір». Чорна діра такої маси має радіус Шварцшильда 1300 а.о.[джерело?]